# Olympische Sommerspiele 1988/Leichtathletik – 4 × 400 m (Männer)

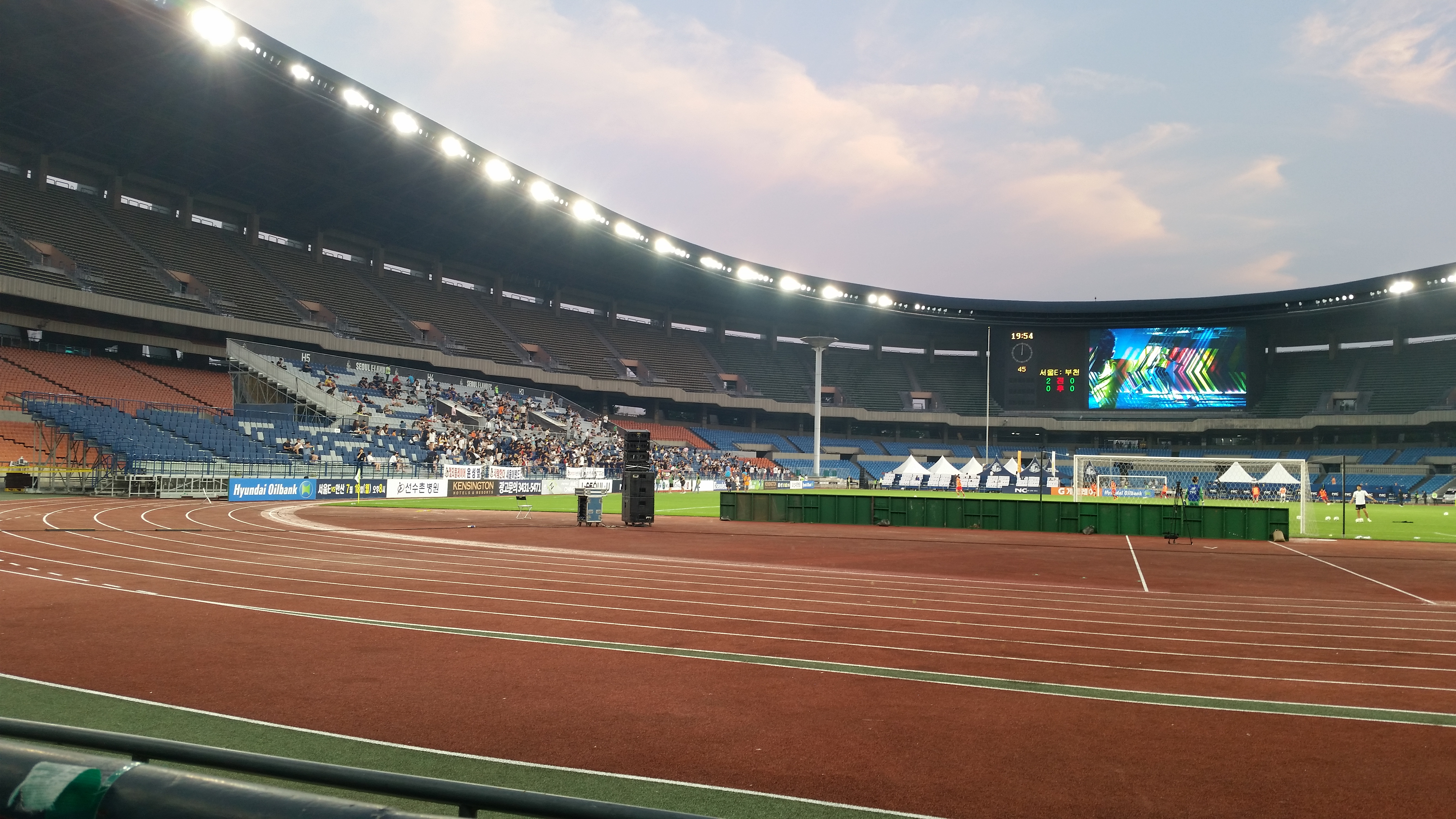
Innenraum des Olympiastadions im Jahr 2016

Die 4-mal-400-Meter-Staffel der Männer bei den Olympischen Spielen 1988 in Seoul wurde am 30. September und 1. Oktober 1988 im Olympiastadion Seoul ausgetragen. In 22 Staffeln nahmen 99 Athleten teil.
Olympiasieger wurde die Staffel der Vereinigten Staaten in der Besetzung Danny Everett (Finale), Steve Lewis, Kevin Robinzine und Harry Reynolds (Finale) – in den Vorläufen und Halbfinals waren außerdem Andrew Valmon und Antonio McKay dabei. Im Finale stellte das Team mit 2:56,16 min den Weltrekord ein.
Die Silbermedaille ging an Jamaika mit Howard Davis, Devon Morris, Winthrop Graham (Finale), Bert Cameron (Halbfinale/Finale) – in den Vorläufen/Halbfinals außerdem: Howard Burnett (Vorlauf) und Trevor Graham (Halbfinale).
Bronze gewann die Bundesrepublik Deutschland in der Besetzung Norbert Dobeleit (Halbfinale/Finale), Edgar Itt (Finale), Jörg Vaihinger und Ralf Lübke – in den Vorläufen/Halbfinals wurden außerdem Mark Henrich (Vorlauf/Halbfinale) und Bodo Kuhn (Vorlauf) eingesetzt.
Auch die in den Vorläufen und Halbfinals für die Medaillengewinner eingesetzten Läufer erhielten entsprechendes Edelmetall. Der Weltrekord dagegen wurde alleine den im Finale eingesetzten Läufern zugesprochen.
Die Staffel der DDR erreichte das Finale und belegte Platz vier.

Staffeln aus der Schweiz, Österreich und Liechtenstein nahmen nicht teil.

## Aktuelle Titelträger
| Olympiasieger 1984                      | USA            | 2:57,91 min | Los Angeles 1984  |
| Weltmeister 1987                        | USA            | 2:57,29 min | Rom 1987          |
| Europameister 1986                      | Großbritannien | 2:59,84 min | Stuttgart 1986    |
| Panamerikanische Meister 1987           | USA            | 2:59,54 min | Indianapolis 1987 |
| Zentralamerika und Karibik-Meister 1987 | Jamaika        | 3:03,54 min | Caracas 1987      |
| Südamerika-Meister 1987                 | Chile          | 3:07,64 min | São Paulo 1987    |
| Asienmeister 1987                       | Japan          | 3:09,31 min | Singapur 1987     |
| Afrikameister 1988                      | Äthiopien      | 3:07,11 min | Annaba 1988       |

## Rekorde

### Bestehende Rekorde
| Weltrekord         | 2:56,16 min | USA (Vince Matthews, Ron Freeman, Larry James, Lee Evans) | Finale OS Mexiko-Stadt, Mexiko | 20. Oktober 1968 |
| Olympischer Rekord | 2:56,16 min | USA (Vince Matthews, Ron Freeman, Larry James, Lee Evans) | Finale OS Mexiko-Stadt, Mexiko | 20. Oktober 1968 |

### Rekordegalisierung
Die siegreiche Staffel der Vereinigten Staaten egalisierte im Finale am 1. Oktober mit 2:56,16 min den bestehenden Olympia- und gleichzeitig Weltrekord in der Besetzung Danny Everett, Steve Lewis, Kevin Robinzine und Harry Reynolds.

## Vorrunde
Datum: 30. September 1988
Die 22 Staffeln wurden in drei Vorläufe gelost. Für das Halbfinale qualifizierten sich pro Lauf die ersten vier Staffeln. Darüber hinaus kamen die zwei Zeitschnellsten, die sogenannten Lucky Loser, weiter. Die direkt qualifizierten Staffeln sind hellblau, die Lucky Loser hellgrün unterlegt.

### Vorlauf 1
10:10 Uhr
| Platz | Staffel        | Besetzung                                                                                  | Zeit        |
| ----- | -------------- | ------------------------------------------------------------------------------------------ | ----------- |
| 1     | BR Deutschland | Bodo Kuhn (Vorlauf) Mark Henrich (Vorlauf/Halbfinale) Jörg Vaihinger Ralf Lübke            | 3:03,90 min |
| 2     | Großbritannien | Brian Whittle Paul Harmsworth (Vorlauf) Todd Bennett Philip Brown                          | 3:04,18 min |
| 3     | Japan          | Hirofumi Koike Kenji Yamauchi Hiromi Kawasumi Susumu Takano                                | 3:05,93 min |
| 4     | Australien     | Robert Ballard Mark Garner Leigh Miller (Vorlauf) Miles Murphy                             | 3:05,93 min |
| 5     | Barbados       | Seibert Straughn Richard Louis Allan Ince Elvis Forde                                      | 3:06,03 min |
| 6     | Sierra Leone   | Horace Dove-Edwin Felix Sandy Benjamin Grant David Sawyerr                                 | 3:10,47 min |
| 7     | Oman           | Sulaiman Juma al-Habsi Mohamed Amer al-Malky Abdullah Salem al-Khalidi Mansour al-Baloushi | 3:12,89 min |
| 8     | Südkorea       | Hwang Hong-chul Yoon Nam-han Ryu Tae-keong Cho Jin-saeng                                   | 3:14,71 min |

### Vorlauf 2
10:20 Uhr
| Platz | Staffel             | Besetzung                                                                             | Zeit        |
| ----- | ------------------- | ------------------------------------------------------------------------------------- | ----------- |
| 1     | Jamaika             | Howard Burnett (Vorlauf) Devon Morris Trevor Graham (Vorlauf/Halbfinale) Howard Davis | 3:04,00 min |
| 2     | Jugoslawien         | Branislav Karaulić Slobodan Popović Slobodan Branković Ismail Mačev                   | 3:05,62 min |
| 3     | Portugal            | Paulo Curvelo Filipe Lombá António Abrantes Álvaro Silva                              | 3:07,75 min |
| 4     | DDR                 | Jens Carlowitz Michael Schimmer (Vorlauf) Mathias Schersing Thomas Schönlebe          | 3:08,13 min |
| 5     | Kanada              | John Graham Carl Folkes Paul Osland Anton Skerritt                                    | 3:09,52 min |
| 6     | Antigua und Barbuda | Howard Lindsay Alfred Browne Oral Selkridge Larry Miller                              | 3:11,04 min |
| 7     | Sambia              | Douglas Kalembo Enock Musonda Jonathan Chipalo Samuel Matete                          | 3:11,35 min |
| DNS   | Uganda              | John Goville Moses Musonge Mike Okot Sunday Olweny                                    |             |

### Vorlauf 3
10:30 Uhr
| Platz | Staffel        | Besetzung                                                                                         | Zeit        |
| ----- | -------------- | ------------------------------------------------------------------------------------------------- | ----------- |
| 1     | USA            | Andrew Valmon (Vorlauf/Halbfinale) Kevin Robinzine Antonio McKay (Vorlauf/Halbfinale) Steve Lewis | 3:02,16 min |
| 2     | Kenia          | Tito Sawe Lucas Sang Paul Ereng Simon Kipkemboi                                                   | 3:05,21 min |
| 3     | Nigeria        | Sunday Uti Moses Ugbisie Henry Amike Innocent Egbunike                                            | 3:06,59 min |
| 4     | Senegal        | Ousmane Diarra Babacar Niang Moussa Fall Amadou Dia Ba                                            | 3:06,93 min |
| 5     | Elfenbeinküste | Akissi Kpidi Zongo Kuya (Vorlauf) Lancine Fofana (Vorlauf) Gabriel Tiacoh                         | 3:07,40 min |
| 6     | Pakistan       | Bashir Ahmed Mohammad Sadaqat Muhammad Afzal Mohammad Fayyaz                                      | 3:08,54 min |
| 7     | Botswana       | Joseph Ramotshabi Kebapetse Gaseitsiwe Tobolane Kgarametso Sunday Maweni                          | 3:13,16 min |

## Halbfinale
Datum: 30. September 1988
Für das Finale qualifizierten sich in den beiden Läufen die jeweils ersten vier Staffeln (hellblau unterlegt).

### Lauf 1
14:45 Uhr
| Platz | Staffel        | Besetzung                                                                                         | Zeit        |
| ----- | -------------- | ------------------------------------------------------------------------------------------------- | ----------- |
| 1     | USA            | Andrew Valmon (Vorlauf/Halbfinale) Kevin Robinzine Antonio McKay (Vorlauf/Halbfinale) Steve Lewis | 3:02,84 min |
| 2     | Kenia          | Tito Sawe Lucas Sang Paul Ereng Simon Kipkemboi                                                   | 3:03,24 min |
| 3     | Großbritannien | Brian Whittle Kriss Akabusi (Halbfinale/Finale) Todd Bennett Philip Brown                         | 3:04,60 min |
| 4     | Australien     | Miles Murphy Mark Garner Robert Ballard Darren Clark (Halbfinale/Finale)                          | 3:06,63 min |
| 5     | Barbados       | Seibert Straughn Richard Louis Allan Ince Elvis Forde                                             | 3:06,93 min |
| 6     | Elfenbeinküste | Akissi Kpidi René Djédjémel (Halbfinale) Kouadio Djetnan (Halbfinale) Gabriel Tiacoh              | 3:07,15 min |
| 7     | Portugal       | Paulo Curvelo Filipe Lombá António Abrantes Álvaro Silva                                          | 3:07,75 min |
| 8     | Kanada         | John Graham Carl Folkes Paul Osland Anton Skerritt                                                | 3:09,48 min |

In der britischen Staffel lief Kriss Akabusi für Paul Harmsworth.

In der australischen Staffel kam Darren Clark für Leigh Miller zum Einsatz.

In der Staffel der Elfenbeinküste gab es zwei Besetzungsänderungen: René Djédjémel für Zongo Kuya und Kouadio Djetnan für Lancine Fofana.

### Lauf 2
14:55 Uhr
| Platz | Staffel        | Besetzung                                                                                     | Zeit        |
| ----- | -------------- | --------------------------------------------------------------------------------------------- | ----------- |
| 1     | DDR            | Jens Carlowitz Frank Möller (Halbfinale/Finale) Mathias Schersing Thomas Schönlebe            | 3:00,60 min |
| 2     | BR Deutschland | Norbert Dobeleit Mark Henrich (Vorlauf/Halbfinale) Jörg Vaihinger Ralf Lübke                  | 3:00,66 min |
| 3     | Jamaika        | Trevor Graham (Vorlauf/Halbfinale) Devon Morris Bert Cameron (Halbfinale/Finale) Howard Davis | 3:00,94 min |
| 4     | Nigeria        | Sunday Uti Moses Ugbisie Henry Amike Innocent Egbunike                                        | 3:01,13 min |
| 5     | Jugoslawien    | Branislav Karaulić Slobodan Popović Slobodan Branković Ismail Mačev                           | 3:01,59 min |
| 6     | Japan          | Hirofumi Koike Kenji Yamauchi Hiromi Kawasumi Susumu Takano                                   | 3:03,80 min |
| 7     | Senegal        | Ousmane Diarra Babacar Niang Moussa Fall Amadou Dia Ba                                        | 3:07,19 min |
| 8     | Pakistan       | Bashir Ahmed Mohammad Sadaqat Muhammad Afzal Mohammad Fayyaz                                  | 3:09,50 min |

In der DDR-Staffel lief Frank Möller für Michael Schimmer.

In der bundesdeutschen Staffel ersetzte Norbert Dobeleit Bodo Kuhn.

Für Jamaika lief Bert Cameron anstelle von Howard Burnet.

## Finale
Datum: 1. Oktober 1988, 15:00 Uhr
| Platz | Staffel        | Besetzung | Zeit        | Anmerkung |
| ----- | -------------- | --- | ----------- | --------- |
| 1     | USA            | Danny Everett (Finale) Steve Lewis Kevin Robinzine Harry Reynolds (Finale) in den Vorläufen/Halbfinals außerdem: Andrew Valmon (Vorlauf/Halbfinale) Antonio McKay (Vorlauf/Halbfinale) | 2:56,16 min | WRe       |
| 2     | Jamaika        | Howard Davis Devon Morris Winthrop Graham (Finale) Bert Cameron (Halbfinale/Finale) in den Vorläufen/Halbfinals außerdem: Howard Burnett (Vorlauf) Trevor Graham (Halbfinale)          | 3:00,30 min |           |
| 3     | BR Deutschland | Norbert Dobeleit (Halbfinale/Finale) Edgar Itt (Finale) Jörg Vaihinger Ralf Lübke in den Vorläufen/Halbfinals außerdem: Mark Henrich (Vorlauf/Halbfinale) Bodo Kuhn (Vorlauf)          | 3:00,56 min |           |
| 4     | DDR            | Jens Carlowitz Mathias Schersing Frank Möller (Halbfinale/Finale) Thomas Schönlebe in den Vorläufen/Halbfinals außerdem: Michael Schimmer (Vorlauf)                                    | 3:01,13 min |           |
| 5     | Großbritannien | Brian Whittle Kriss Akabusi (Halbfinale/Finale) Todd Bennett Philip Brown in den Vorläufen/Halbfinals außerdem: Paul Harmsworth (Vorlauf)                                              | 3:02,00 min |           |
| 6     | Australien     | Robert Ballard Mark Garner Miles Murphy Darren Clark (Halbfinale/Finale) in den VorläufenHalbfinals außerdem: Leigh Miller (Vorlauf)                                                   | 3:02,49 min |           |
| 7     | Nigeria        | Sunday Uti Moses Ugbisie Henry Amike Innocent Egbunike | 3:02,50 min |           |
| 8     | Kenia          | Tito Sawe Lucas Sang Paul Ereng Simon Kipkemboi | 3:04,69 min |           |

Topfavorit war die US-Staffel, an der mit Steve Lewis, Harry Reynolds und Danny Everett drei Medaillengewinner aus dem Einzelrennens beteiligt waren. Für die Medaillen dahinter sah das Rennen vollkommen offen aus.
Es gab folgende Besetzungsänderungen:
- US-Staffel: Danny Everett für Andrew Valmon / Harry Reynolds für Antonio McKay
- Jamaika: Winthrop Graham anstelle von Trevor Graham
- Bundesrepublik Deutschland: Edgar Itt für Mark Henrich

Danny Everett und Steve Lewis unterboten auf ihren Teilstrecken, den ersten beiden Runden dieses Rennens, jeweils die 44-Sekunden-Marke und liefen so einen großen Vorsprung heraus. Hinter ihnen lagen Jamaika und die DDR. Am Ende der dritten Runde vergrößerte Kevin Robinzine den Vorsprung der USA weiter. Hinter ihm gab es einen Fünfkampf um die Medaillen zwischen der Bundesrepublik Deutschland, der DDR, Jamaika, Nigeria und Großbritannien. Die besten Wechsel gelangen dem jamaikanischen und dem bundesdeutschen Team. Während Harry Reynolds die US-Staffel unangefochten zum Olympiasieg brachte, attackierte Ralf Lübke den vor ihm laufenden Bert Cameron. Cameron hielt dagegen und sicherte die Silbermedaille für Jamaika. Bronze ging an die Bundesrepublik Deutschland. Dahinter lag die DDR auf Platz vier vor Großbritannien.
Die Siegeszeit wurde zunächst als 2:56,17 min festgestellt, jedoch später nach einer Rennanalyse auf 2:56,16 min korrigiert. Damit stellte die US-Staffel den Weltrekord ein.
Im siebzehnten olympischen Finale gab es den zwölften Sieg der USA.

## Videolinks
- Men's 4x400m Relay Final, Olympic Games Seoul 1988, Athletics Central, youtube.com, abgerufen am 29. November 2021
- 1988 Olympics - Men's 4x400 Meter Relay, youtube.com, abgerufen am 26. Januar 2018